# Monta Mino
Monta Mino  (みのもんた?, Mino Monta), pseudonimo di Norio Minorikawa (御法川 法男?, Minorikawa Norio; Setagaya, 22 agosto 1944 – Tokyo, 1º marzo 2025), è stato un conduttore televisivo e doppiatore giapponese.

## Biografia
Studiò all'Università Rikkyo. Dopo un breve periodo nel quotidiano conservatore Sankei Shimbun, nel 1967 fu trasferito alla Nippon Cultural Broadcasting, dove lesse il notiziario e condusse un programma notturno intitolato Sei! Young. Nel 1979 lasciò la NCB per recarsi a lavorare da suo padre nella prefettura di Aichi e continuò a leggere le notizie per la Aichi Broadcasting.
Fu il conduttore di Mino Monta no Asa Zuba! (みのもんたの朝ズバッ!?), Kuizu $ Mirionea (l'edizione giapponese di Chi vuol essere milionario?) e, precedentemente, del programma pomeridiano Omoikkiri TV.
Nel 2008 entrò nel Guinness dei primati per la conduzione televisiva maschile più lunga (22 ore e 15 secondi),  battendo il suo stesso precedente record ottenuto nel 2006 di 21 ore e 42 minuti, ma senza superare Ana Maria Braga, che anni prima in Brasile era rimasta in video per ben 24 ore consecutive alla guida di due programmi. 
Doppiò Musshuru, il fratello di Blik Wapol, nel nono film di One Piece e Mino-monichi, Mino-monjirou e Mino-monzaburou nell'anime del 2008 di Yattaman.